# Roepkiella fuscibasis
Roepkiella fuscibasis is een vlinder uit de familie van de houtboorders (Cossidae). De wetenschappelijke naam van de soort is voor het eerst geldig gepubliceerd in 1895 door George Francis Hampson. De soort komt voor in Myanmar.